# 1937 في إيطاليا
فيما يلي قوائم الأحداث التي وقعت خلال عام 1937 في إيطاليا.

## سياسة

### تعيين في المنصب
- 1 يناير – جيوفاني جنتيلي Director of the Scuola Normale Superiore ‏.

## مواليد

### يناير
- 6 يناير – باولو كونتي موسيقي إيطالي.
- 6 يناير – لويجي أرينتي درّاج طريق إيطالي.

### فبراير
- 28 فبراير – باولو بوناسيلي ممثل إيطالي.

### مارس
- 19 مارس – كاورلو مازوني لاعب ومدرب كرة قدم إيطالي.
- 22 مارس – ليليو أورتشي طبيب إيطالي.
- 27 مارس – فرانشيسكو يانيش لاعب كرة قدم إيطالي.
- 29 مارس – برونو مورا لاعب ومدرب كرة قدم إيطالي.

### أبريل
- 14 أبريل – كارلو ماتريل لاعب كرة قدم إيطالي.

### يونيو
- 1 يونيو – إزيو باسكوتي لاعب كرة قدم إيطالي.
- 11 يونيو – رينو ماركيسي لاعب ومدرب كرة قدم إيطالي.

### يوليو
- 10 يوليو – لوتشانو مودجي وكيل رياضي إيطالي.
- 31 يوليو – ماورو بيانكي سائق سيارة سباق بلجيكي.

### أغسطس
- 8 أغسطس – إيتالو غالبياتي
- 9 أغسطس – ريناتو لونغو

### سبتمبر
- 11 سبتمبر – الملكة باولا من بلجيكا
- 14 سبتمبر – رينزو بيانو
- 29 سبتمبر – أندريه أوفري درّاج طريق إيطالي.

### أكتوبر
- 6 أكتوبر – ماريو كابيكي
- 23 أكتوبر – جيكي

### نوفمبر
- 11 نوفمبر – فيتوريو برامبيا
- 14 نوفمبر – فيتوريو أدورني دراج إيطالي.

## وفيات

### مارس
- 15 مارس – سيبيوني ريفا-روكي (مواليد 1863) طبيب إيطالي.

### أبريل
- 27 أبريل – أنطونيو غرامشي (مواليد 1891)

### يوليو
- 12 يوليو – جيان أنطونيو ماجي (مواليد 1856)
- 20 يوليو – غولييلمو ماركوني (مواليد 1879) مخترع إيطالي ورائد في مجال الراديو.